# 六棱菊
六棱菊（学名：Laggera alata），又名六角草，为菊科六棱菊属的植物。分布在斯里兰卡、非洲、亚洲、印度尼西亚、印度、中南半岛以及中国大陆东部、东南至西南至安徽、湖北等地，生长于海拔180米至2,400米的地区，多生长在旷野、路旁以和山坡阳处，目前尚未由人工引种栽培。

## 外部連結
- 六棱菊 Liulengju （页面存档备份，存于） 藥用植物圖像數據庫 (香港浸會大學中醫藥學院) （繁體中文）（英文）